# Brent (Öl)

Entwicklung des Ölpreises der Sorte Brent bis Januar 2016

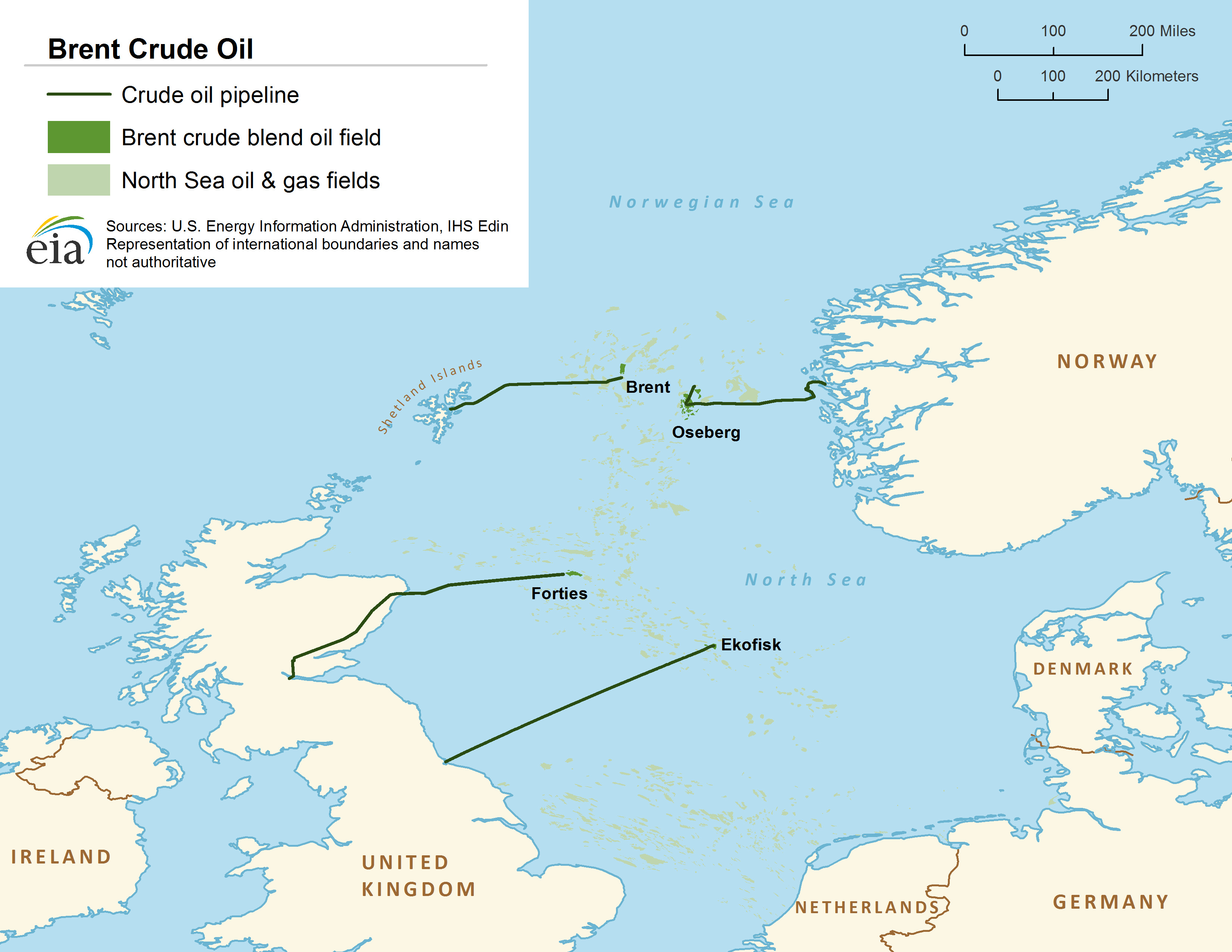
Karte: Öl- und Gasfelder sowie Pipelines in der Nordsee

Brent ist die für Europa wichtigste Rohölsorte und derzeit (2022) die Referenzsorte für den Weltmarkt. Die Preise von etwa 60 % der weltweit gehandelten Ölsorten werden ihren Eigenschaften entsprechend mit einem Auf- oder Abschlag zum Brent-Preis versehen. Gehandelt wird eigentlich Brent Blend, ursprünglich ein Mix, hauptsächlich aus den Feldern Brent und Ninian. Brent ist ein leichtes (viele niedrigsiedende und damit wertvollere Bestandteile) und „süßes“ (Schwefelgehalt 0,4 %) Rohöl mit einem API-Grad von 38. Je eher ein Rohöl siedet, desto besser eignet es sich für die Herstellung von Kraftstoffen. Es stammt aus der Nordsee zwischen den Shetlandinseln und Norwegen. Von dort gelangt es über eine Unterwasser-Pipeline zum Ölterminal Sullom Voe auf Mainland, Shetland (ebenso wie das Öl vom Ninian-Feld) und wird per Tanker weiter transportiert. Bevor die Pipeline und das Ölterminal fertiggestellt waren, wurde das Öl in der Nordsee von Verladeinseln wie der Brent Spar auf Tanker verladen. Gehandelt wird es in London an der Warenterminbörse ICE Futures (früher „International Petroleum Exchange“).
Die beiden Ölfelder Brent und Ninian haben ihr Fördermaximum (Peak Oil) inzwischen überschritten. Daher setzt sich die Sorte heute aus dem Öl von vier Feldern (Brent, Forties, Oseberg und Ekofisk) zusammen, da das Brent-Ölfeld selbst nur noch etwa 170.000 Barrel pro Tag produziert, was bei einem weltweiten Verbrauch von (Stand: 2011) ca. 87 Mio. Barrel täglich nur etwa 0,2 % entspricht. Das Feld Brent grenzt im Osten an das norwegische Statfjord-Feld, zwischen beiden Feldern gibt es eine Übergabe-Pipeline.
Das Ölfeld Brent wird von den Firmen Shell UK Ltd. und Esso Exploration & Production UK Ltd. erschlossen, entdeckt wurde es im Jahr 1971, gefördert wird seit 1976, im Teilfeld „Brent South“ seit August 1992. Gefördert wurden beispielsweise im Jahr 1999 4.530.000 Tonnen, im Jahr 2000 3.533.000 Tonnen. 
Die für Amerika wichtigste Ölsorte ist das in den USA geförderte West Texas Intermediate (WTI), das sich aufgrund seines niedrigen Schwefelgehaltes (ein qualitätsvolles WTI-Öl enthält etwa 0,24 % S) und einer API-Dichte von etwa 39,6 Grad besser als Brent raffinieren und zu Kraftstoff verarbeiten lässt. In Asien beherrscht Dubai Fateh den Markt. Weitere Referenzölsorten sind Light Sour Blend (LSB), Leona, Tijuana, Alaska North Slope, Zuetina oder Urals.
Üblicherweise ist Brent aufgrund seiner Rolle als führende Referenzölsorte auf dem Weltmarkt immer etwas teurer als WTI, obwohl Letzteres für die Treibstoffherstellung besser taugt. Nur Ende Mai 2022 war WTI – auf hohem Niveau von etwa 115 $/Barrel, wegen der Folgen des Krieges Russlands gegen die Ukraine und einer angespannten Ölversorgungslage in den USA – kurzzeitig teurer als Brent.